# Sentang (Kisaran Timur)
Sentang is een bestuurslaag in het regentschap Asahan van de provincie Noord-Sumatra, Indonesië. Sentang telt 8192 inwoners (volkstelling 2010).